# Backlog
Backlogとは、株式会社ヌーラボが提供するプロジェクト管理ツール。株式会社ヌーラボがASP(クラウド)としてサービス提供しているほか、パッケージ(オンプレミス)版の販売も行われている。

## 概要
プロジェクトで発生するタスクや問題、Todoなどの進捗状況をWeb上で一括管理し、調整していくことができる管理ツール。同種のツールとしてはTracやJIRA、Asana、Trello、スーツアップ、Basecampなどが存在する。Backlog独特の機能としては、ユーザアイコンを選択できる機能や絵文字機能があり、楽しく・簡単にプロジェクト管理できることを目指している。ボード(カンバン方式)、ガントチャート、バーンダウンチャート、Wiki、Subversion連携、WebDAV連携機能があり統合的なプロジェクト管理ツールとなっている。

## エディション
Backlogには、ASP(クラウド)型とパッケージ(オンプレミス)型の2つのエディションが提供されている。

### ASP(クラウド)
ASP(クラウド)は以下のプランを提供している。
- 【フリーは無償で利用可能。※30日間の試用】
- スターター
- スタンダード
- プレミアム
- プラチナ

### パッケージ(オンプレミス)
パッケージ(オンプレミス)は、以下のプランを提供している。プロフェッショナルのみ、Subversion（バージョン管理） / ファイル共有 (WebDAV) 機能あり。スタンダード版は2018年4月13日をもって、新規申し込みを停止。
- スタンダード
- プロフェッショナル

## 歴史
- 2005年6月、フリープランのみとなるベータ版のサービスを開始した。
- 2006年7月、商用サービスを開始[1]し、以後ユーザからの要望を参考にしながら、頻繁にバージョンアップを繰り返し課題管理中心のツールからプロジェクトにおける統合管理ツールとして利用できるようになった。
- 2007年6月、インストール型のパッケージエディションをリリースする。
- 2007年9月、Subversionリポジトリ作成機能/WebDAVによるファイル共有機能を追加する。
- 2008年10月、ガントチャート/バーンダウンチャート機能を追加する。
- 2009年8月、携帯、iPhone対応のモバイル版をリリースする。
- 2014年11月、Backlogエンタープライズの販売を開始する。
- 2015年8月、Gitにプルリクエスト機能を追加する。
- 2016年8月、デザインを大幅にアップデートする。
- 2017年4月、導入企業数が5,000社を突破する。
- 2017年11月、有料契約数が6,000、ユーザー数が800,000を突破する。
- 2018年8月、ガントチャートのマウスによる編集機能、課題のテンプレート設定機能を追加する。
- 2018年8月、ユーザー数が100万人を突破する。
- 2020年5月、ユーザー数が170万人、有料契約数が10,000件を突破する。[2]